# Mwinilunga (Distrikt)

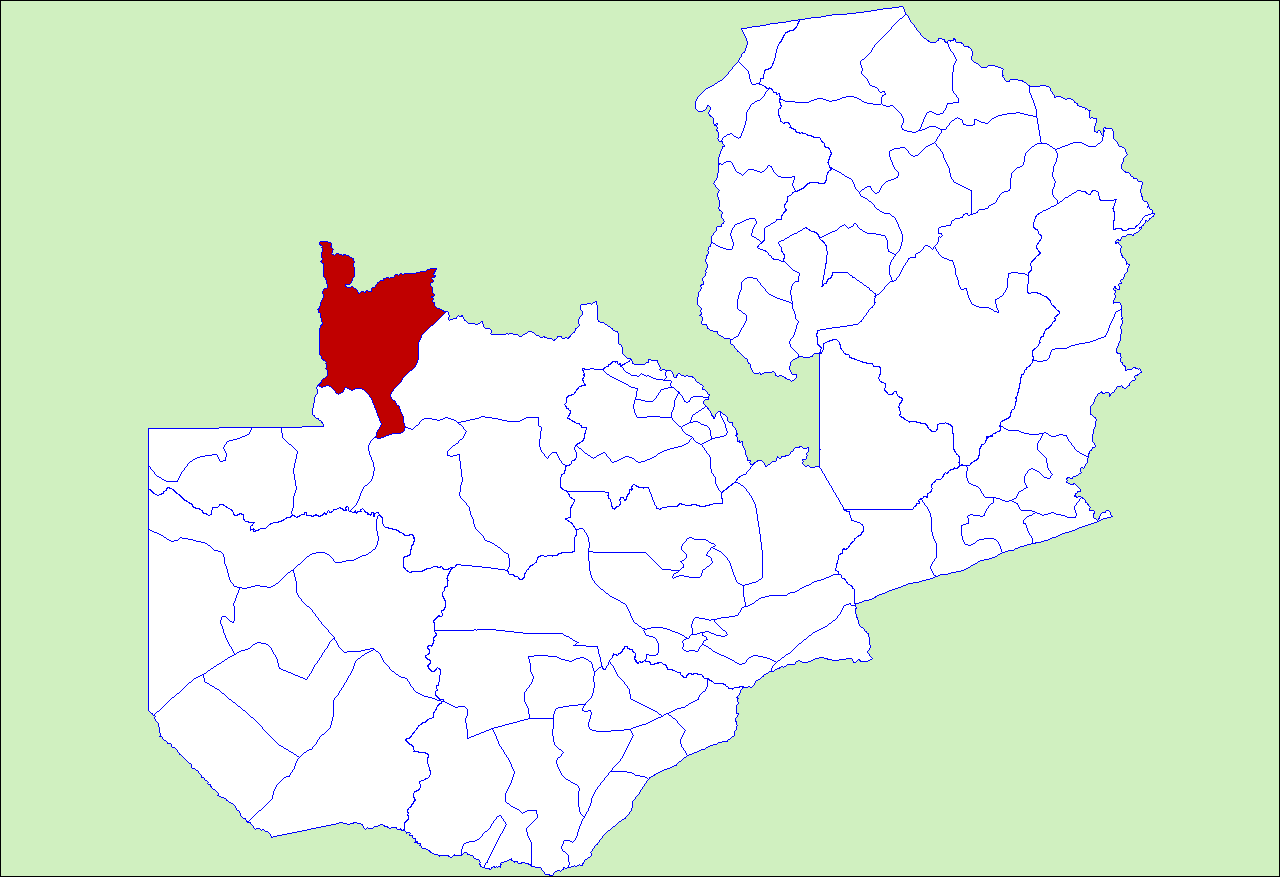
Ehemalige Ausdehnung des Distriktes bis 2011

Mwinilunga ist einer von elf Distrikten in der Nordwestprovinz in Sambia. Er hat eine Fläche von 18.830 km² und es leben 136.770 Menschen in ihm (2022). Sitz der Verwaltung ist Mwinilunga. Von dem Distrikt wurde 2011 der Distrikt Ikelenge abgespalten.

## Geografie
Der Distrikt befindet sich etwa 440 Kilometer nordwestlich von Lusaka. Er erhebt sich im Norden bis auf über 1400 m und fällt nach Süden bis auf gut 1100 m ab. Die Ost- und die Südgrenze wird praktisch komplett von dem Fluss Kabompo gebildet. Die Westgrenze bildet zum Teil dessen Nebenfluss, der Westliche Lunga. Die Nordgrenze zu Ikelenge bildet der Fluss Lwakela, und die Westgrenze bildet teils der Luisabo. Die Grenze zur Demokratischen Republik Kongo entspricht der Einzugsgebietsgrenze zwischen Sambesi und Kongo. Im Süden liegt der West-Lunga-Nationalpark.
Der Distrikt grenzt im Norden an den Distrikt Ikelenge und an die Provinz Lualaba in der Demokratischen Republik Kongo, im Osten an Kalumbila, im Süden an Mufumbwe und im Westen an Manyinga sowie an die Provinz Moxico in Angola.
Im Norden sind die Böden wegen des vielen Regens sauer, im Süden gut und für Landwirtschaft geeignet. Es fallen im Schnitt 1386 mm Niederschlag im Jahr, die höchsten in Sambia. Der äquatoriale Regenwald reicht bis hierhin.

## Bevölkerung
Die Bevölkerung konzentriert sich auf die Stadt Mwinilunga und auf die Gebiete neben der Straße nach Solwezi. Die dominierende Ethnie sind die Lunda.

## Wirtschaft
Haupteinkommensquelle ist die Subsistenzlandwirtschaft. Die Ernährungslage ist stabil und ohne Hunger. Es werden Mais, Kassava, Hirse, Bohnen, Ananas, Süßkartoffeln, Erdnüsse und Reis angebaut. Zusätzlich wird Holzkohle gebrannt. Die Imkereien liefern jährlich 85 Tonnen Wachs und 300.000 Tonnen Honig. Im Aufbau befindet sich die Fischzucht. Bekannt ist der Distrikt für seinen Anannasanbau. Dort gab es 2005 die einzige Fabrik in Sambia, in der Ananas in Dosen gefüllt wurden.
Der Distrikt ist vergleichsweise wenig entwickelt, obwohl er über Mineralien, Wasser, fruchtbares Land und touristisch interessante Landschaften verfügt.
In dem Distrikt wurde 2019 Gold gefunden.

## Infrastruktur

### Bildung
Der Distrikt hat 69 Grund- und sechs Sekundarschulen, die meisten von ihnen haben weder Bänke noch Türen noch Fenster.

### Energie
Im Distrikt wurde mit dem Bau des Wasserkraftprojekts Kabompo begonnen. Auf Grund der steigenden Kosten wurde das Projekt jedoch gestoppt. Die Anlage war geplant für eine Leistung von 40 MW.

### Verkehr
Die Fernstraße T5 ist für die Versorgung des gesamten Distriktes essentiell. Nach Norden erstreckt sie sich bis an die angolanische Grenze, wo ein Grenzübergang den Verkehr von und zum Nachbarland ermöglicht.